# Pasar Usang Baserah
Pasar Usang Baserah is een bestuurslaag in het regentschap Kuantan Singingi van de provincie Riau, Indonesië. Pasar Usang Baserah telt 704 inwoners (volkstelling 2010).